# Шерон Тејт
Шерон Мери Тејт (енгл. Sharon Marie Tate; Далас, 24. јануар 1943 — Лос Анђелес, 9. август 1969) је била америчка глумица.
До своје смрти 1969. године глумила је у 12 филмова и серија. Најпознатија јој је улога Саре Шенгал у филму Бал вампира из 1967. године, у којем је упознала будућег супруга Романа Поланског. За Поланског се удала 20. јануара 1968. године. До смрти, која ју је снашла за време трудноће, Шерон је снимила још четири филма. Последњи је био 12 + 1.
Њу и још четворо других људи побили су следбеници Чарлса Менсона.